# Oreca 07
Oreca 07 é um protótipo de Le Mans construído pelo fabricante francesa Oreca para atender ao regulamento vigente em 2017 pela FIA e ACO na categoria de carros esporte protótipos LMP2. sendo utilizado posteriormente no Campeonato Mundial de Resistência da FIA, estreando nas 6 Horas de Silverstone de 2017. O carro é o sucessor do Oreca 05, sendo o Oreca 07 um protótipo de especificação LMP2.
O protótipo Oreca 07 acabou sendo massivamente adotado por equipes privadas, encontrando todos os anos mais compradores, que substituíram chassis  anteriormente adquiridos de outras marcas. Na edição das 24 Horas de Le Mans de 2022 26 dos 27 carros LMP2 no grid  representaram a fabricante Oreca.

## Desenvolvimento
A preparação do protótipo remonta ao desenvolvimento do Oreca 05, sendo baseado nesse modelo. O veículo é equipado com um motor V8 padrão da fabricante Gibson, modelo GK-428.
O carro realizou seu primeiro shakedown de fábrica no final de outubro de 2016 no Circuito Paul Ricard .
Os pedidos para produção de novos modelos se estenderam até o final de abril de 2022, quando mais de 90 chassis terão sido fabricados, incluindo 8 chassis para o programa Acura ARX-05 DPI e 9 atualizações para o Oreca 05, mas não incluindo o Rebellion R- One (baseado no model Oreca 05) ou Rebellion R13 (baseado no Oreca 07) – (ou mesmo o Alpine A480). O total inclui os renomeados mas idênticos Alpine LMP2 e Aurus 01.

## Alpine A470

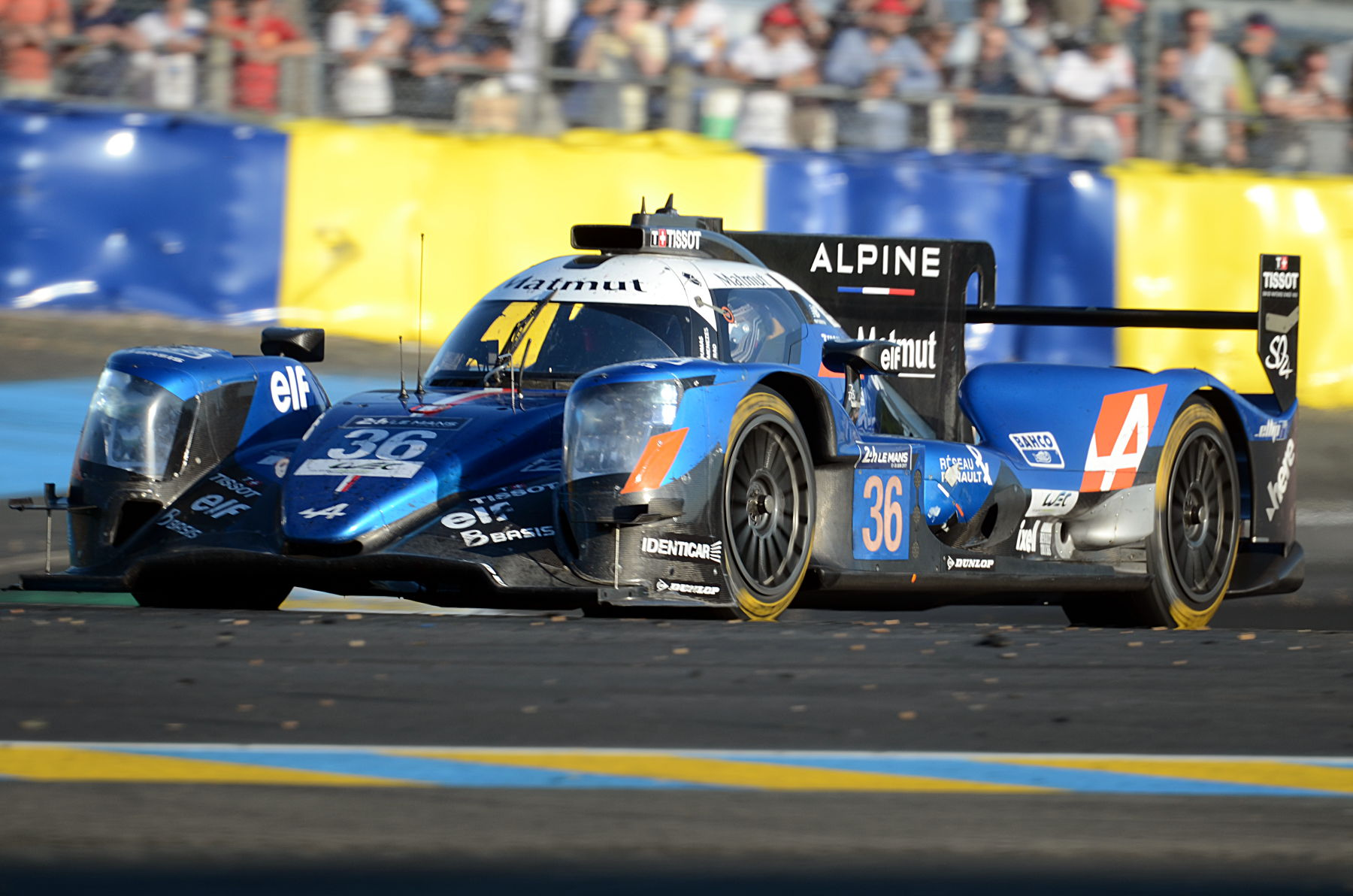
Alpine A470 da Signatech Alpine Matmut

A montadora francesa Alpine competiu com o Alpine A470 no Campeonato Mundial de Resistência da FIA com a equipe Signatech Alpine Matmut . Este carro é tecnicamente idêntico ao Oreca 07, usando o mesmo chassi e componentes internos, com a marca Alpine. Este é o sucessor do Alpine A460, com o qual a Alpine correu e venceu a categoria LMP2 na temporada 2016 do Campeonato Mundial de Resistência da FIA .

## Acura ARX-05

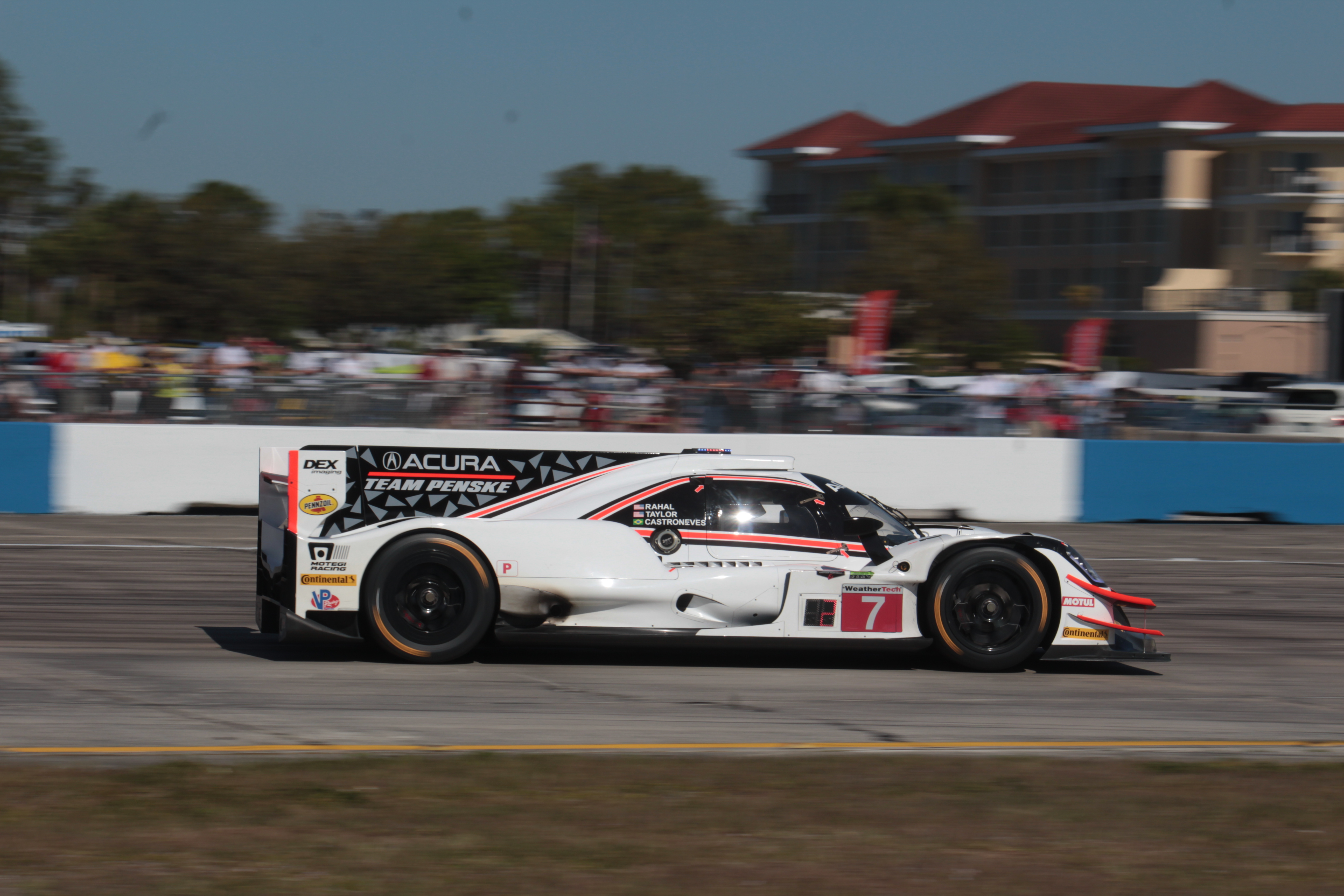
Acura ARX-05

Uma variação do protótipo Oreca 07, o Acura ARX-05, foi criado para a classe de protótipos WeatherTech SportsCar Championship da IMSA  regulamento DPi . O carro foi desenvolvido em parceria com a Honda Performance Development e a Oreca. O motor do veículo é um Acura AR35TT de 3,5 litros V6 biturbo. Outras alterações do 07 incluem especificações de carroceria da própria Acura.
De 2018 a 2020, a equipe Team Penske entrou com um par de ARX-05, conquistando título da IMSA nas duas últimas temporadas. Para 2021 e 2022, as equipes Wayne Taylor Racing e Meyer Shank Racing fizeram campanha usando os chassis ARX-05 anteriormente administrados pela Penske.

## Aurus 01
A G-Drive Racing competiu com o Oreca 07 entre 2017 e 2018. A fabricante de automóveis russa Aurus Motors fez uma parceria  2019 para renomear o protótipo Oreca 07 LMP2 como Aurus 01 e competir na European Le Mans Series . Este carro é tecnicamente idêntico ao Oreca 07, usando o mesmo chassi e componentes internos, com a marca Aurus.

## Rebellion R13/Alpine A480
O Rebellion R13 é um esporte protótipo Oreca 07 recondicionado a especificação da classe  LMP1 e construído pela Oreca em nome da equipe suíça Rebellion Racing. Mais tarde, foi repassado a fabricante Alpine produzindo o modelo Alpine A480 para competir não mais pela especificação LMP mas sim pela nova classe Hypercar em 2021.